# Чала масть

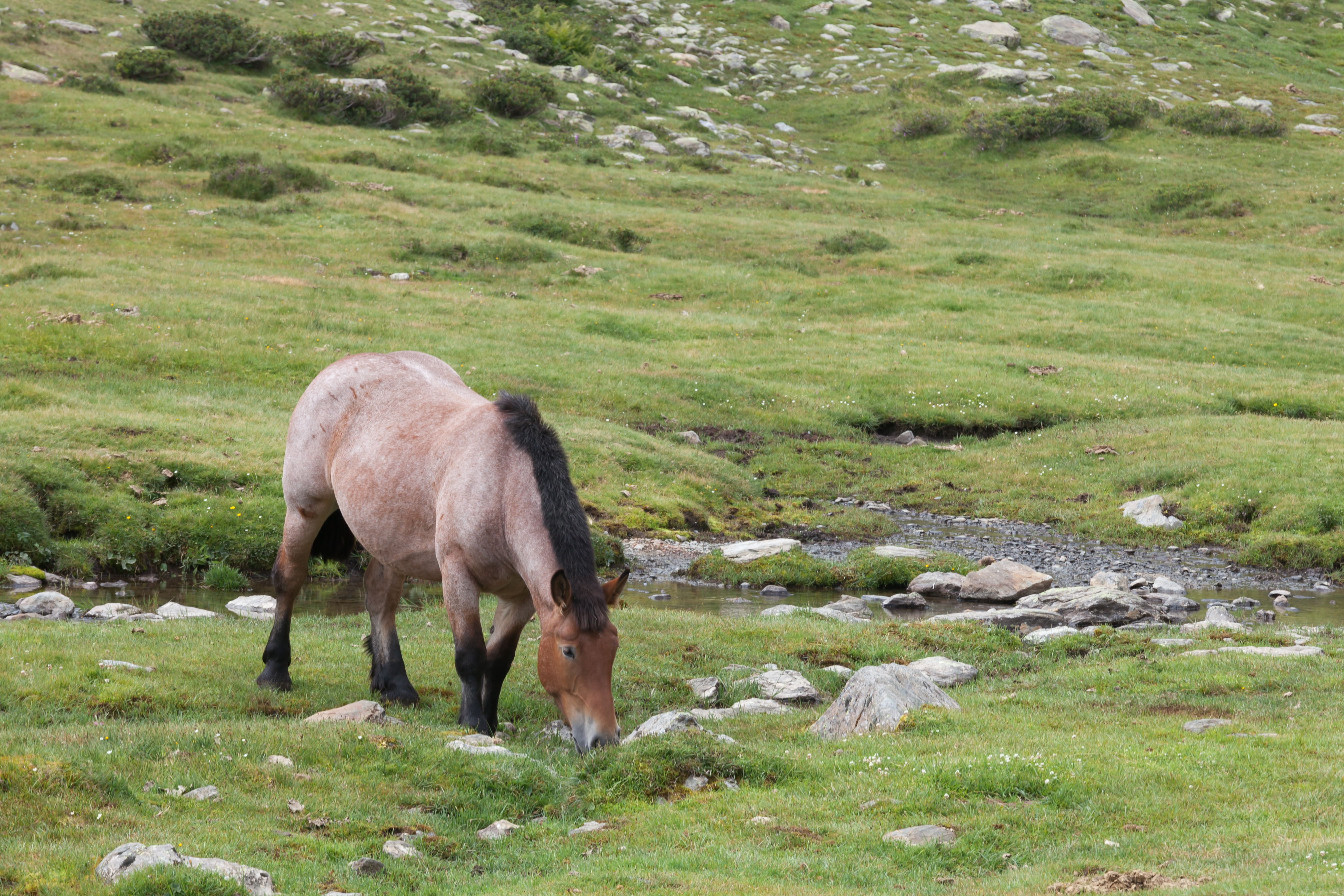
Чалий кінь.

Ч́ала масть — одна з похідних мастей коней, що виникла внаслідок генетично обумовленої домішки депігментованого волосся в шерсті коней. Зазвичай чалу масть у лошат можна помітити лише з першою линькою, в іншому випадку ознаки чалої масті з'являються як раніше, так і пізніше, залишаючись хоча б у мінімальному прояві на все життя коня.

## Опис
Кіньми чалої масті називають тих представників, у яких по всій основній масті, іноді у гриві та хвості, доволі рідко заходячи на ноги та голову, помітно домішку білого волосся. Білі волосини чалої масті можуть нагадувати прояв сірої масті, рябої чи чубарої, проте чала не є жодною з них, хоча і може утворювати комбінації з останніми. Чала масть контрастує на фоні базових мастей, тому прийнято вказувати повну назву масті: гнідо-чала, вороно-чала, рудо-чала, солово-чала, булано-чала, мишасто-чала, гнідо-саврасо-чала тощо. Чала масть мінлива в своєму прояві, це означає, що кожного сезону залежно від довжини та густоти підшерстя буде змінюватись ступінь вираження чалості: зазвичай чалі коні візуально світліші взимку за рахунок густого чалого підшерстя, і, навпаки, темніші з меншою кількістю чалих волосин влітку. Крім того, неможливо заздалегідь передбачити ступінь прояву чалої масті у дорослого коня, кожний випадок чалої масті індивідуальний. 

### Головні ознаки
- Помітна домішка білих волосин на тлі кольорової гами базової масті, що концентрується на тулубі, час від часу заходячи на захисне волосся (грива, хвіст) та майже ніколи на голову та ноги нижче скакального суглобу.
- Відрізняється від інших мастей, таких як сіра, чубара, ряба відсутністю або помітно зменшеною кількістю білих волосин на голові та ногах. Від саврасого типу мастей вирізняє наявність окремих білих волосин, а не рівномірного освітлення всього тулуба, а також відсутність диких відмітин у чалих (комбінації саврасої з чалою мастю в такому разі є винятком).

Приклади чалої масті.
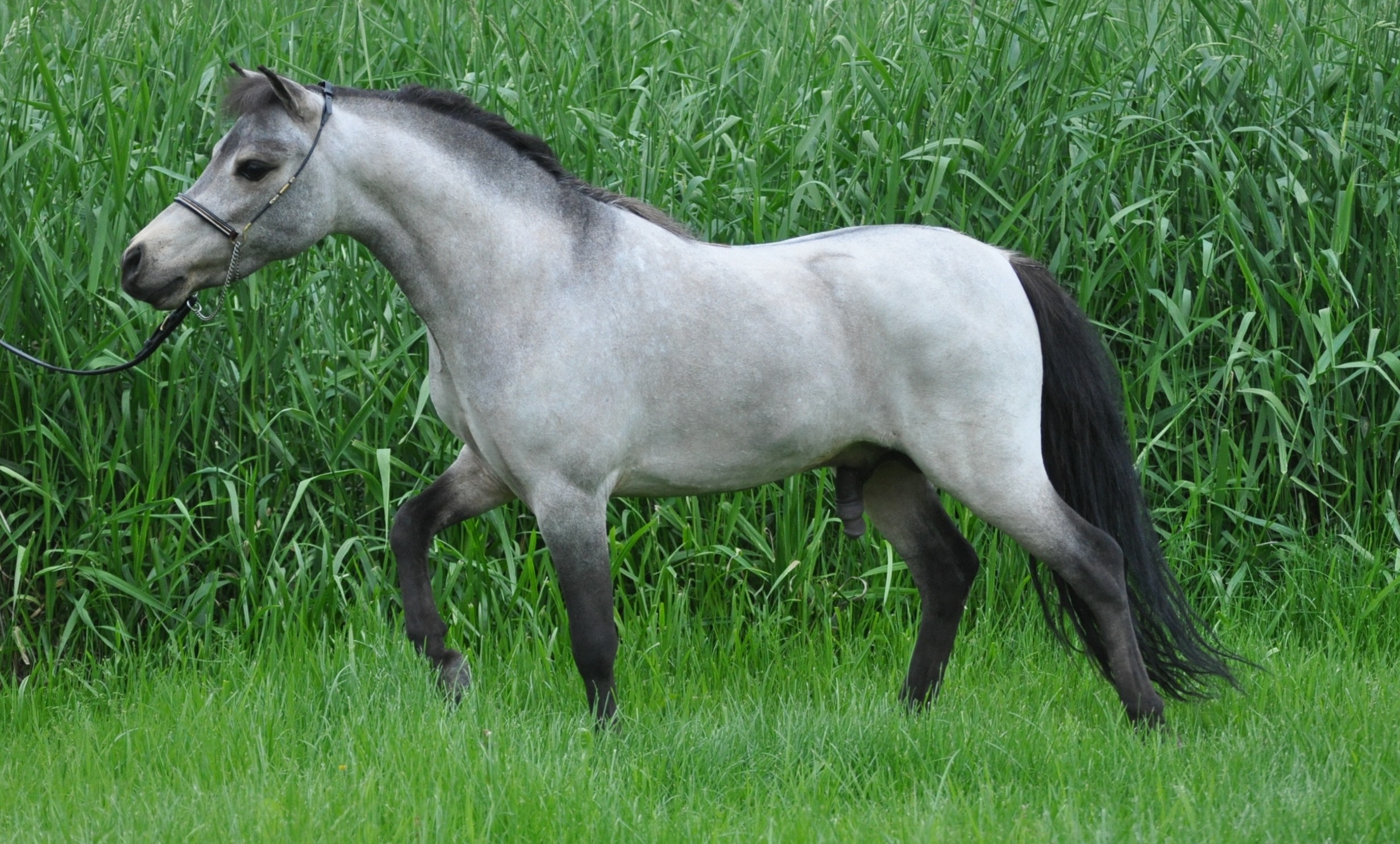
Булано-чала
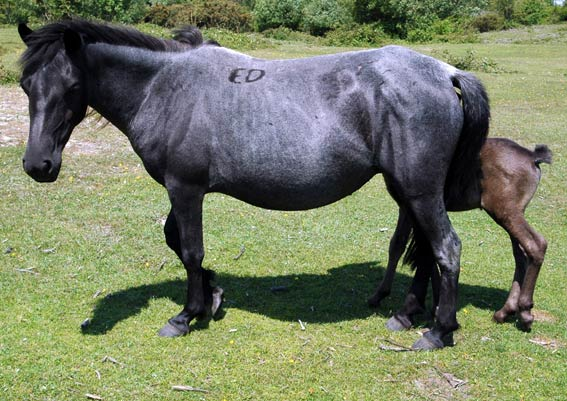
Вороно-чала
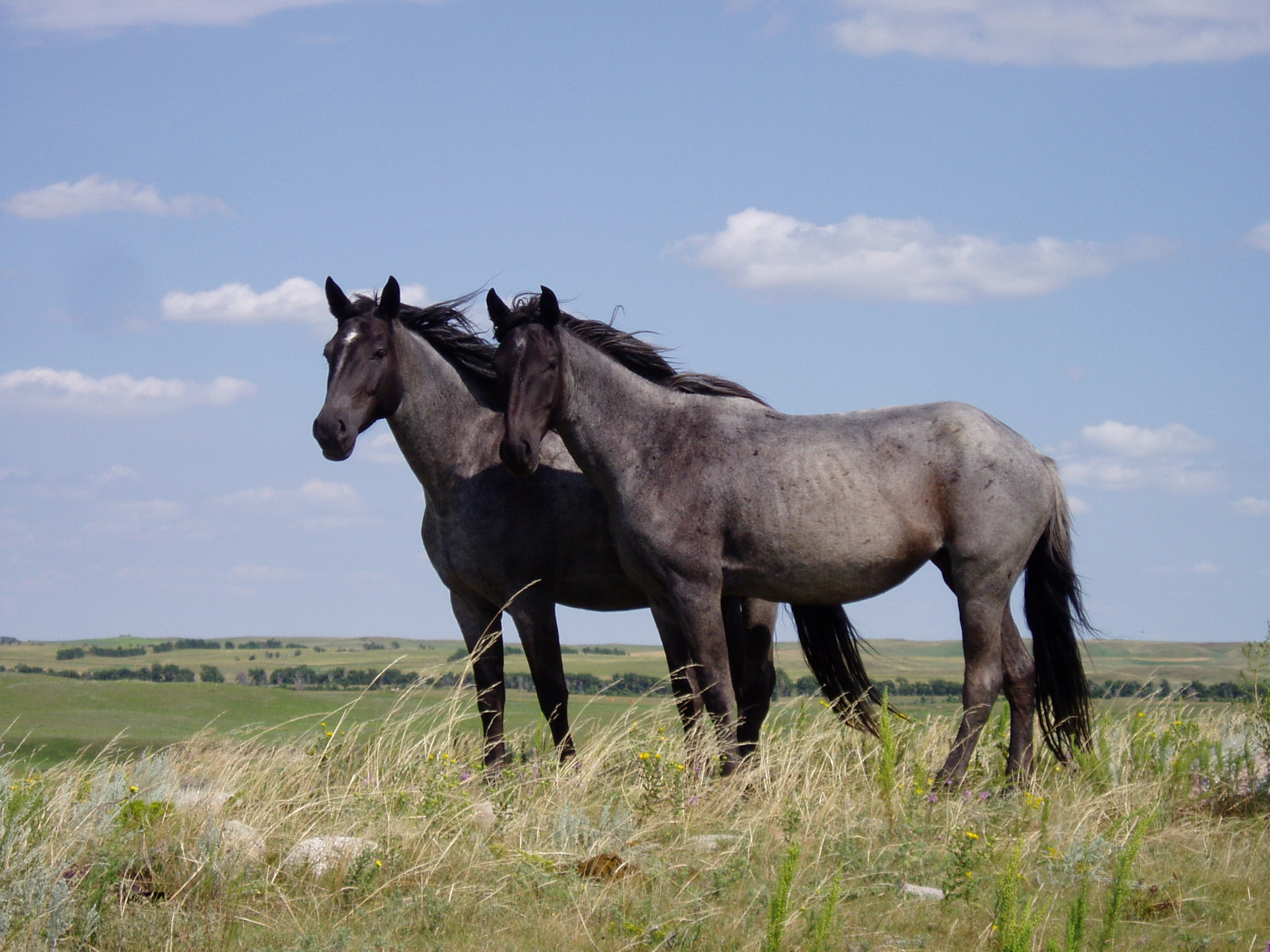
Вороно-чала
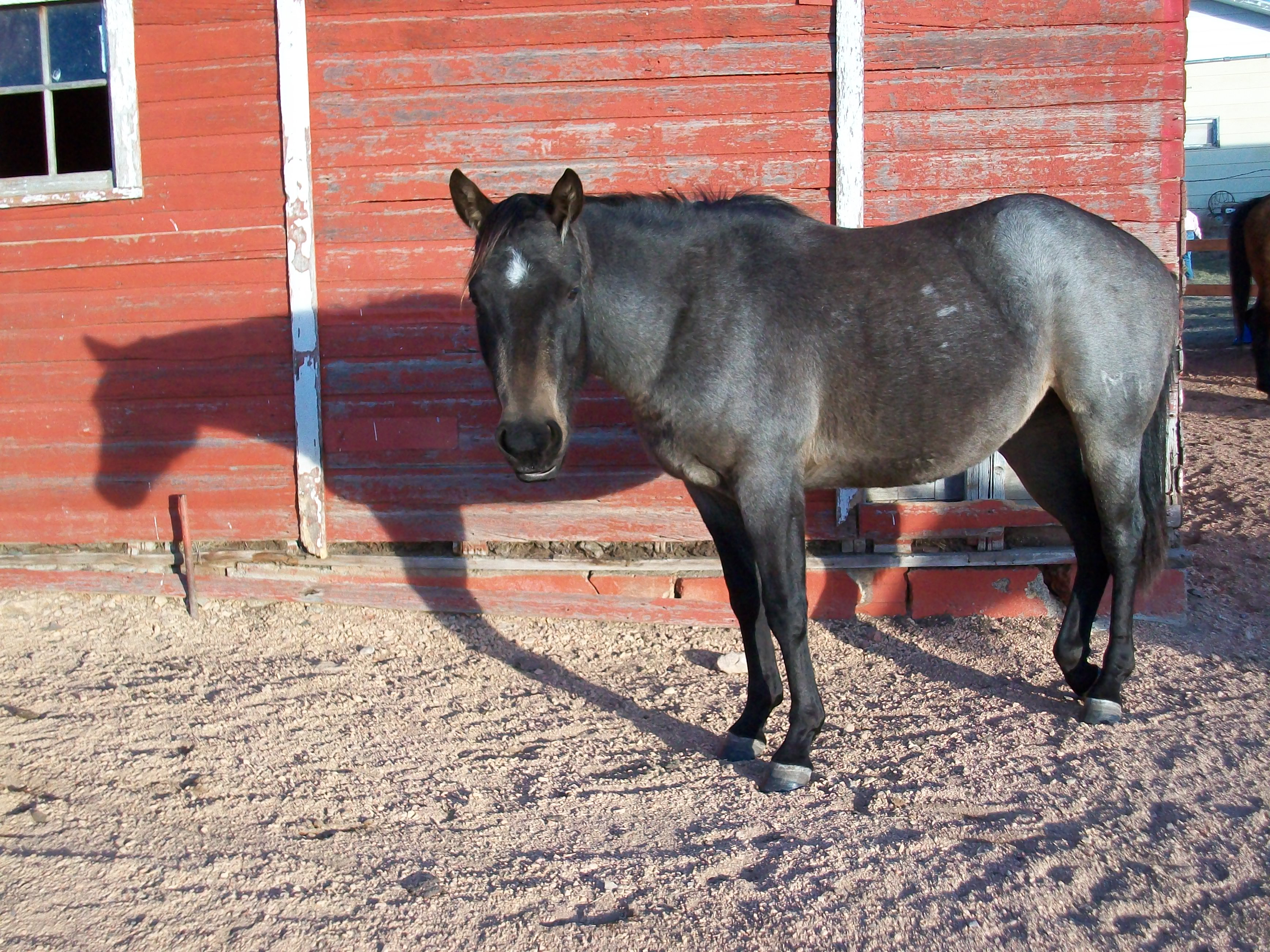
Гнідо-чала
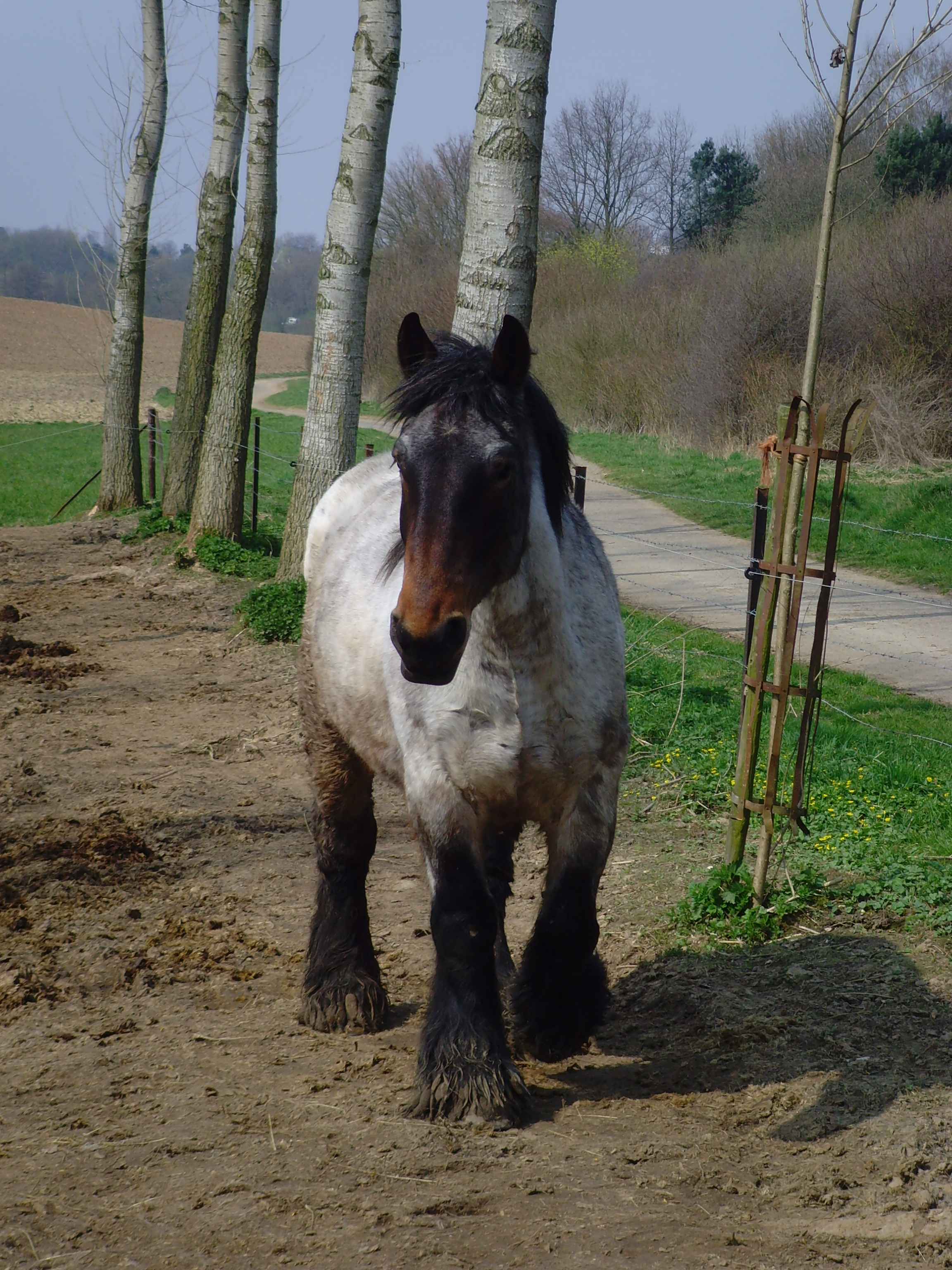
Гнідо-чала
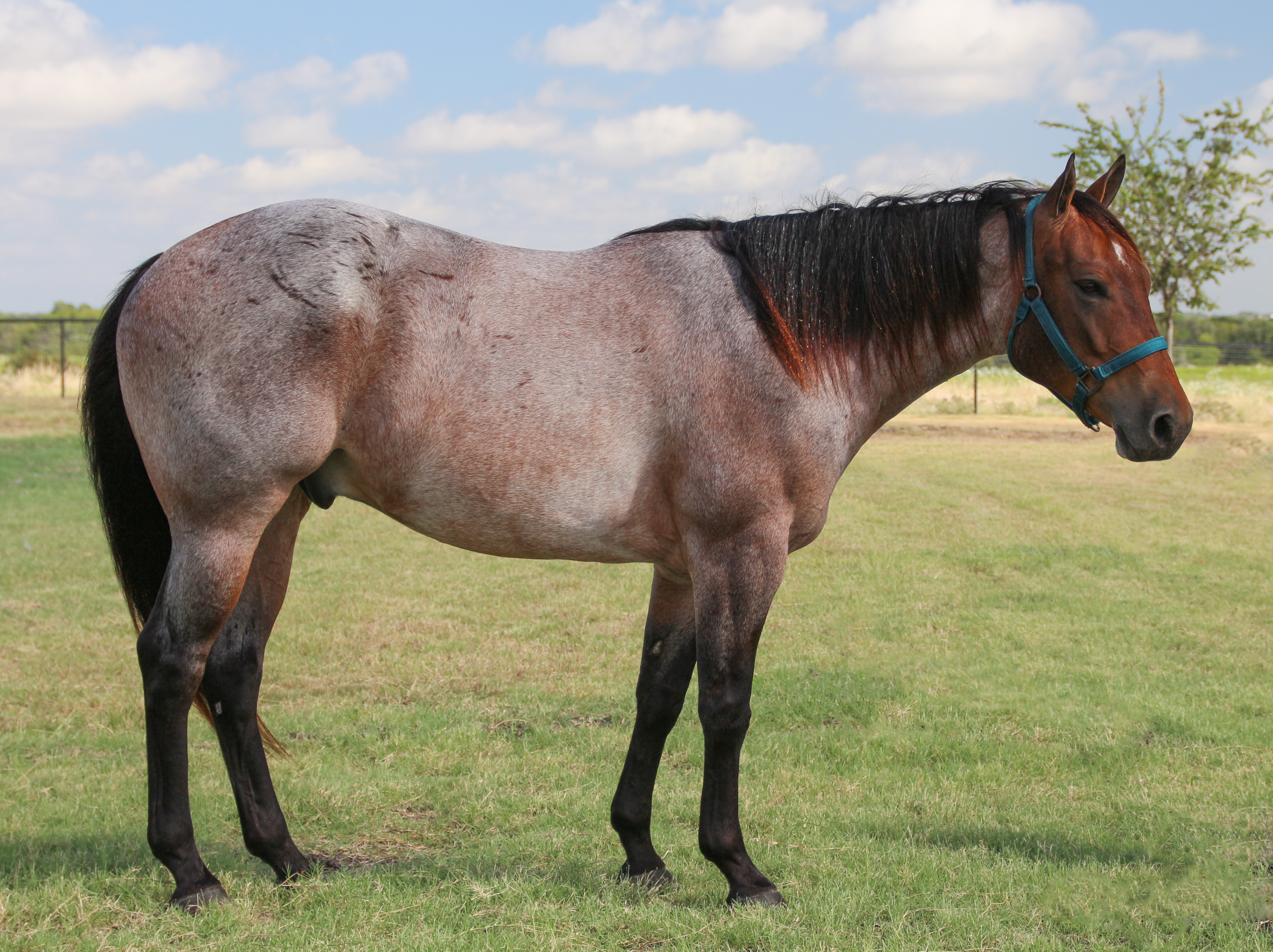
Гнідо-чала
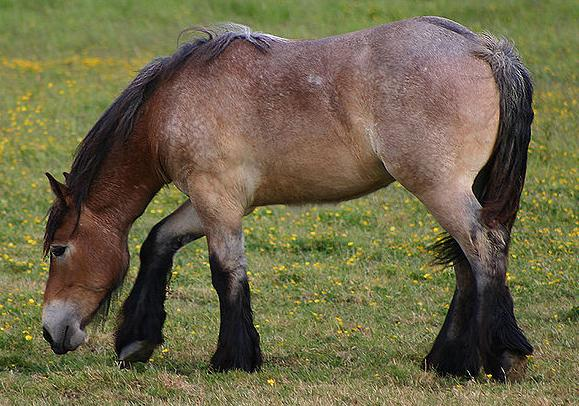
Гнідо-чала
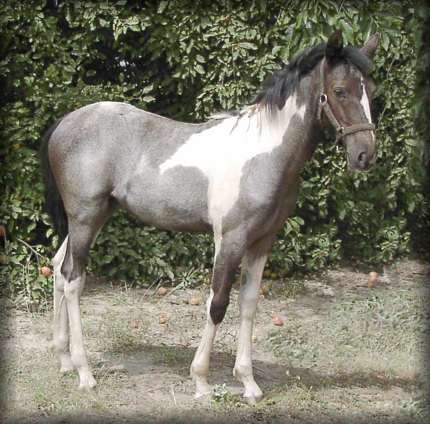
Гнідо-чало-ряба
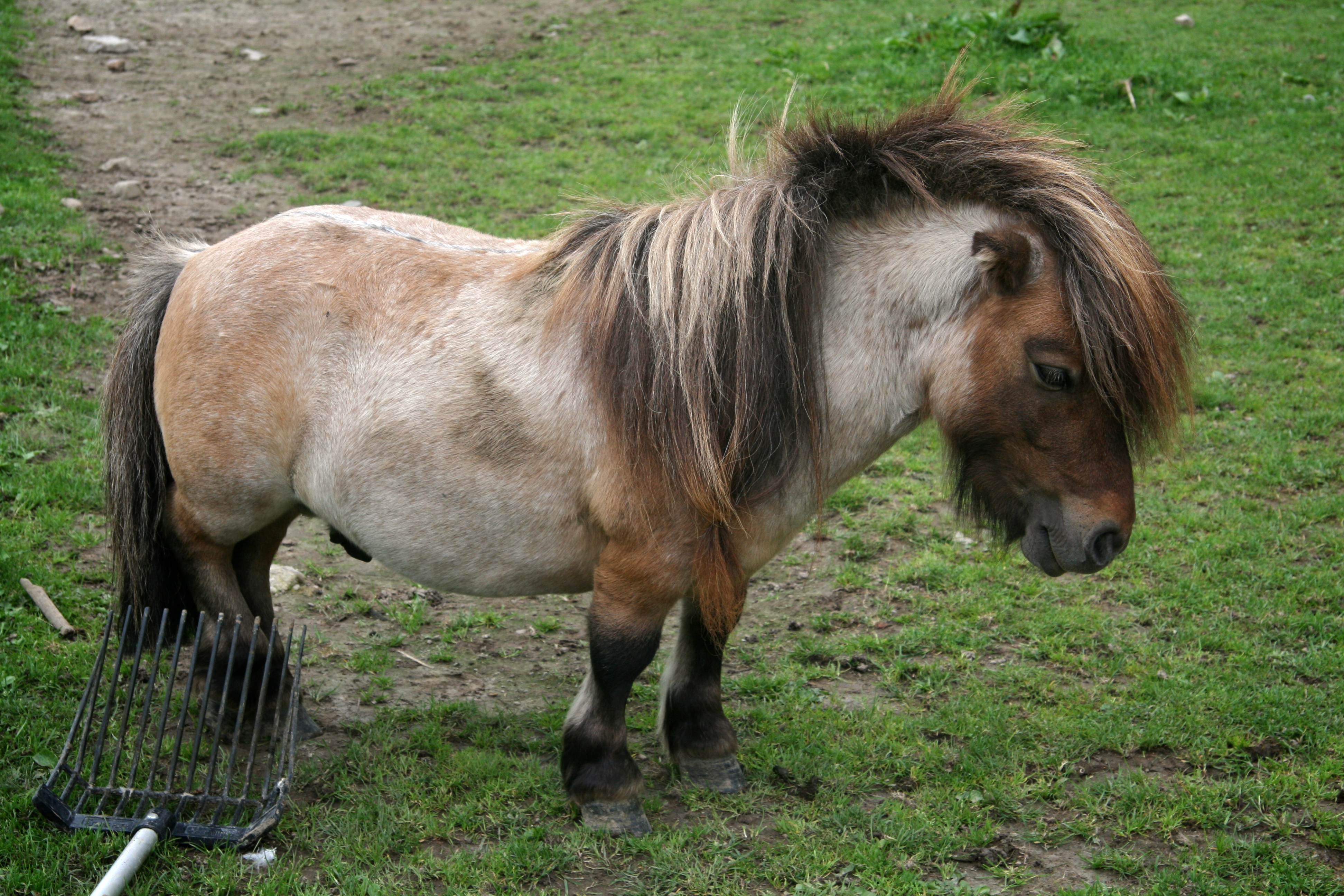
Гнідо-саврасо-чала
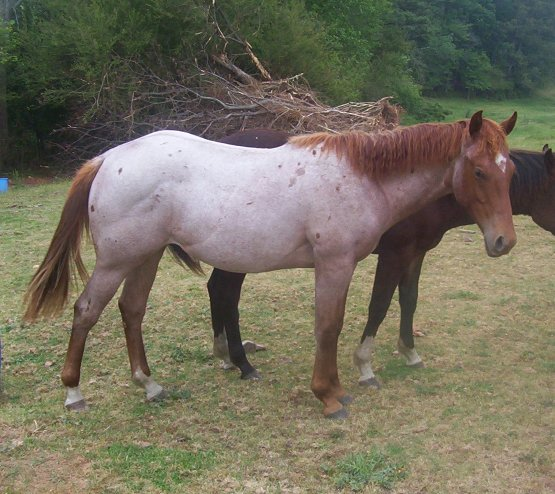
Рудо-чала
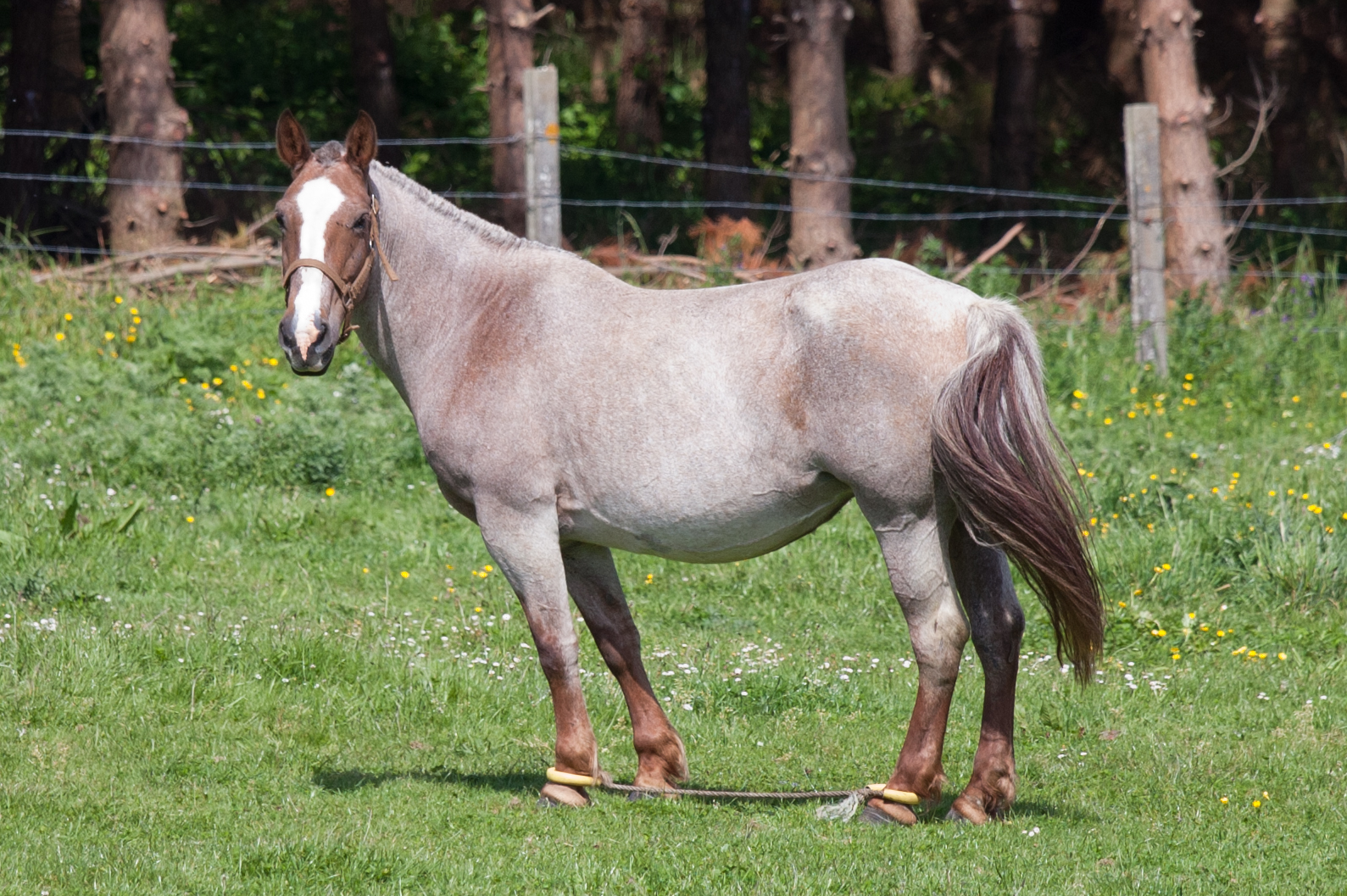
Рудо-чала
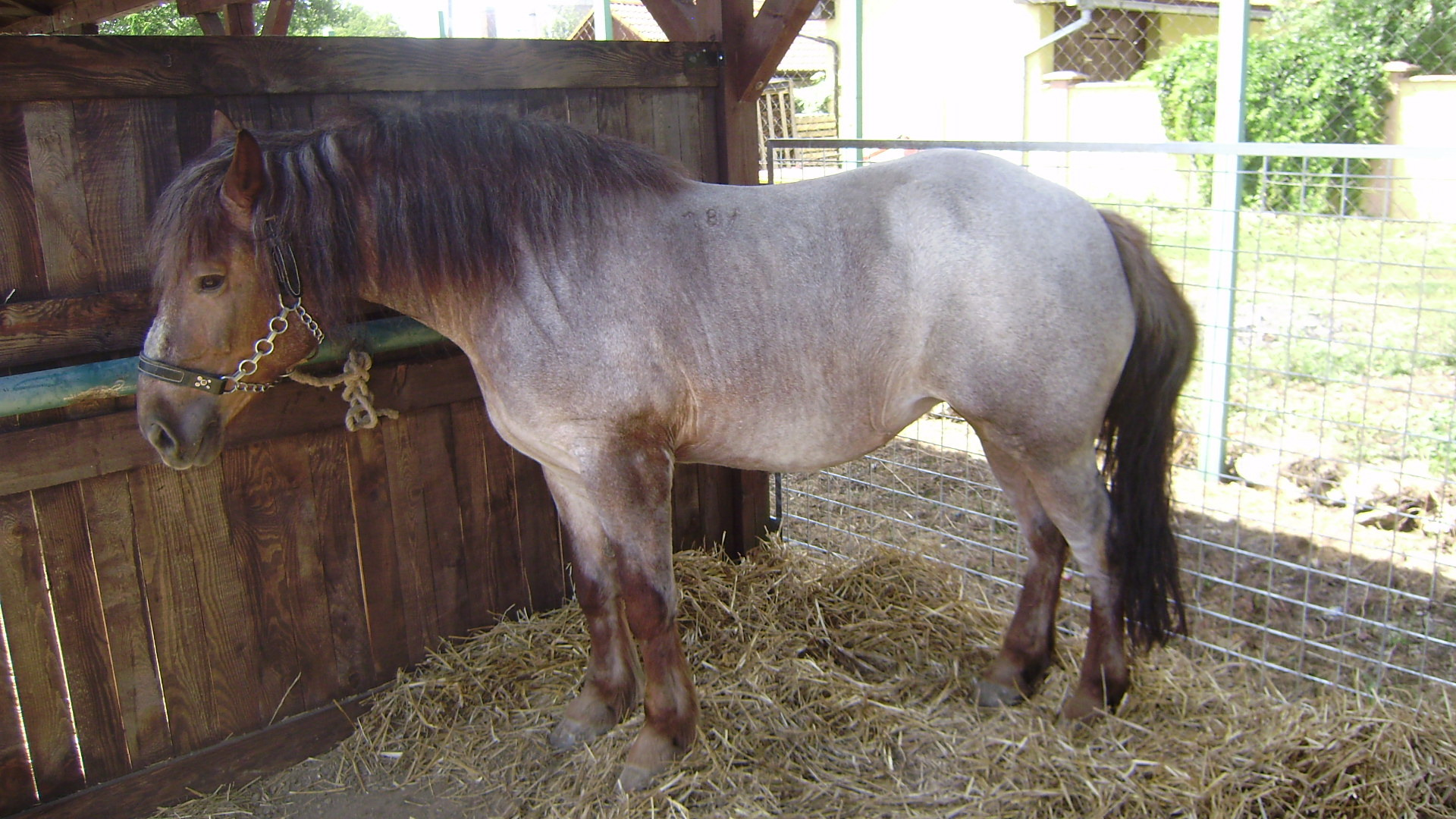
Рудо-чала
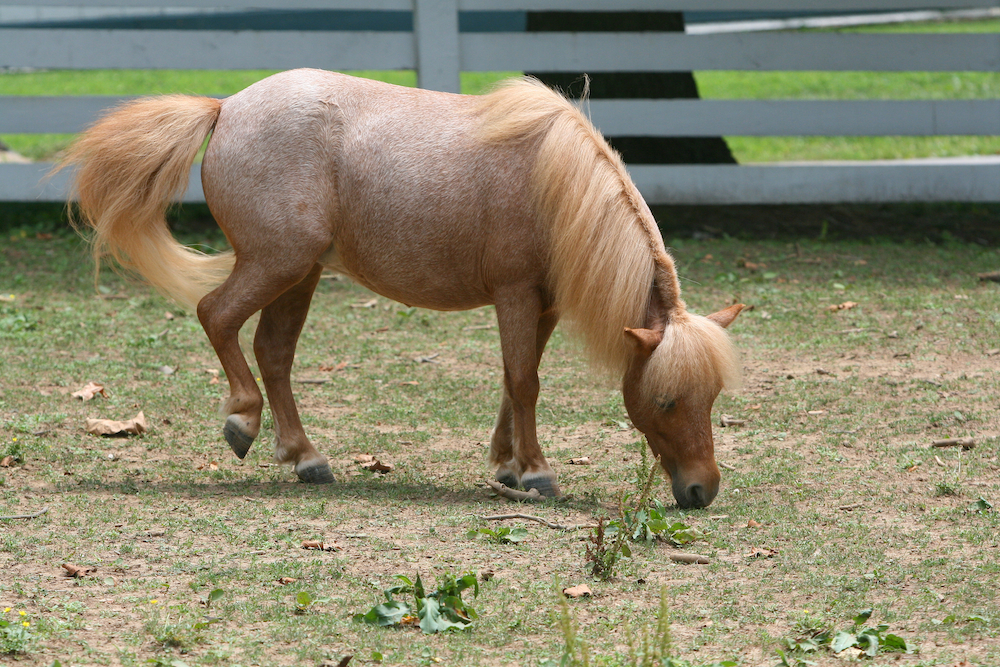
Рудо-чала
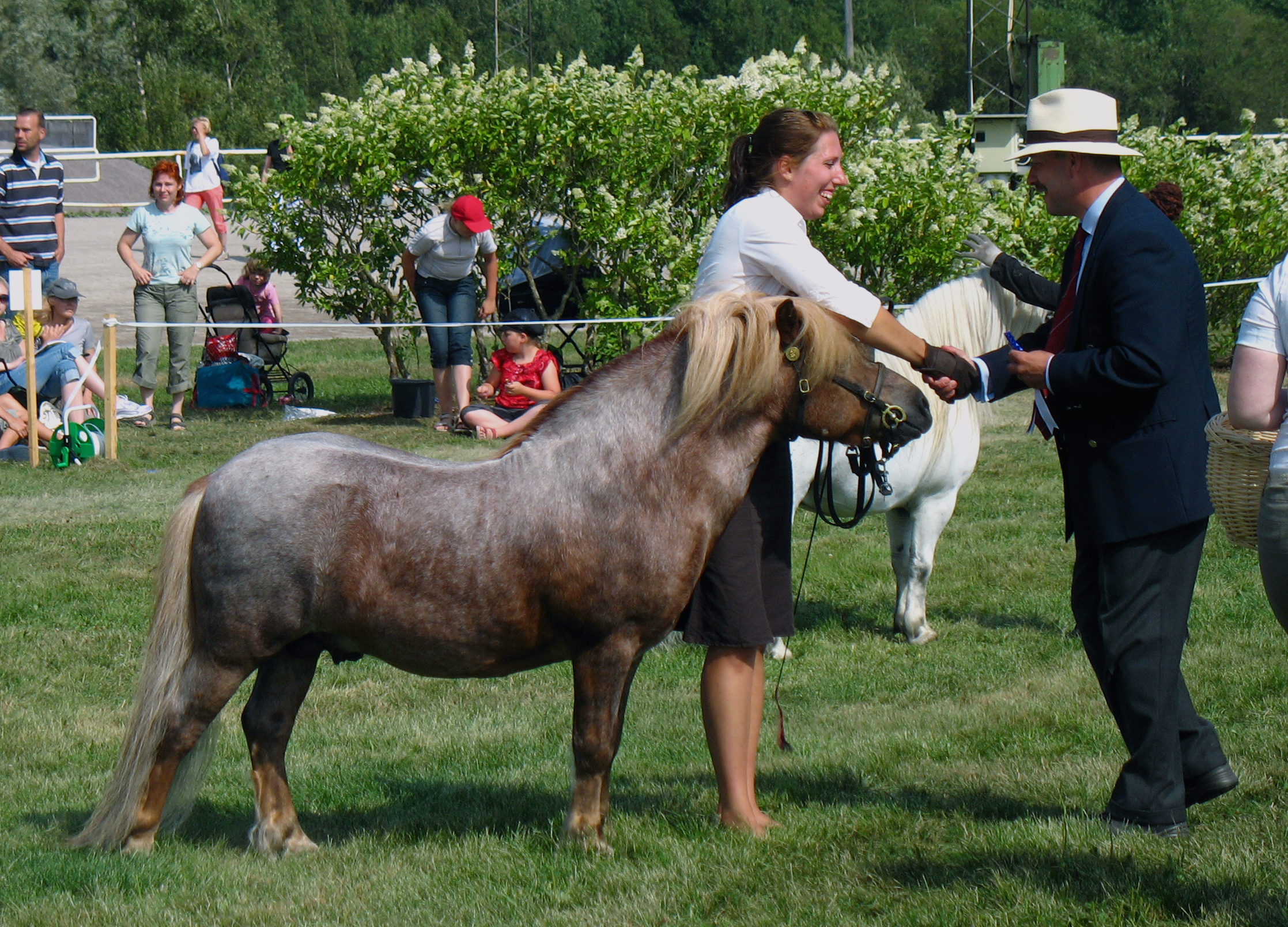
Рудо-чала
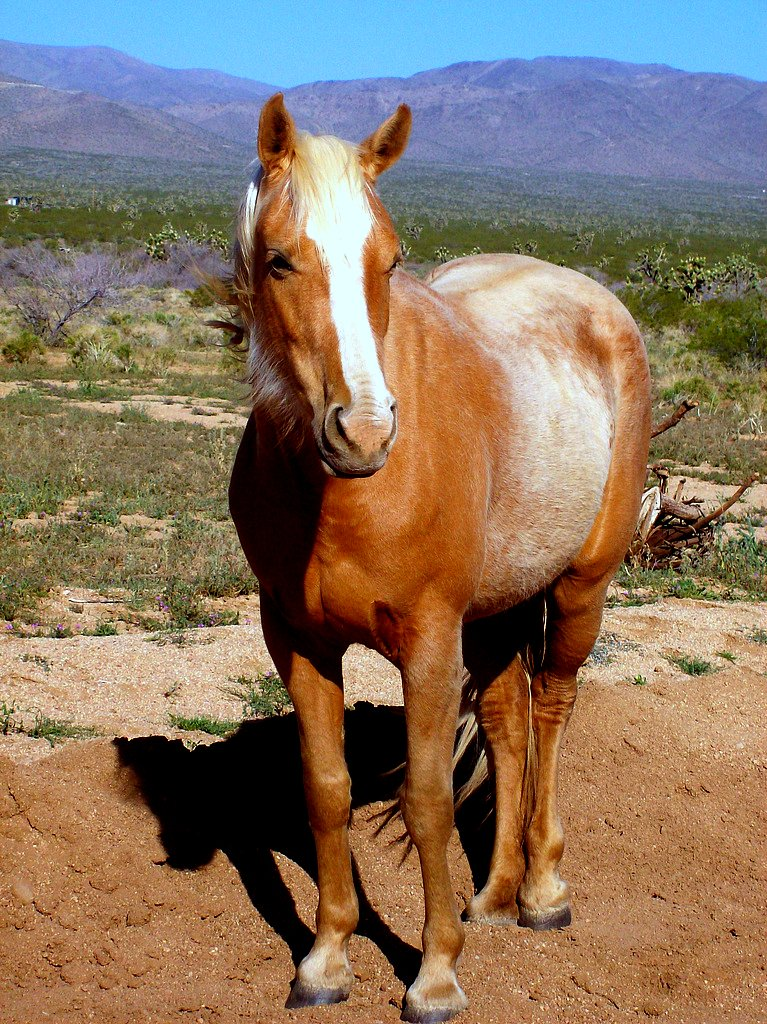
Солово-чала
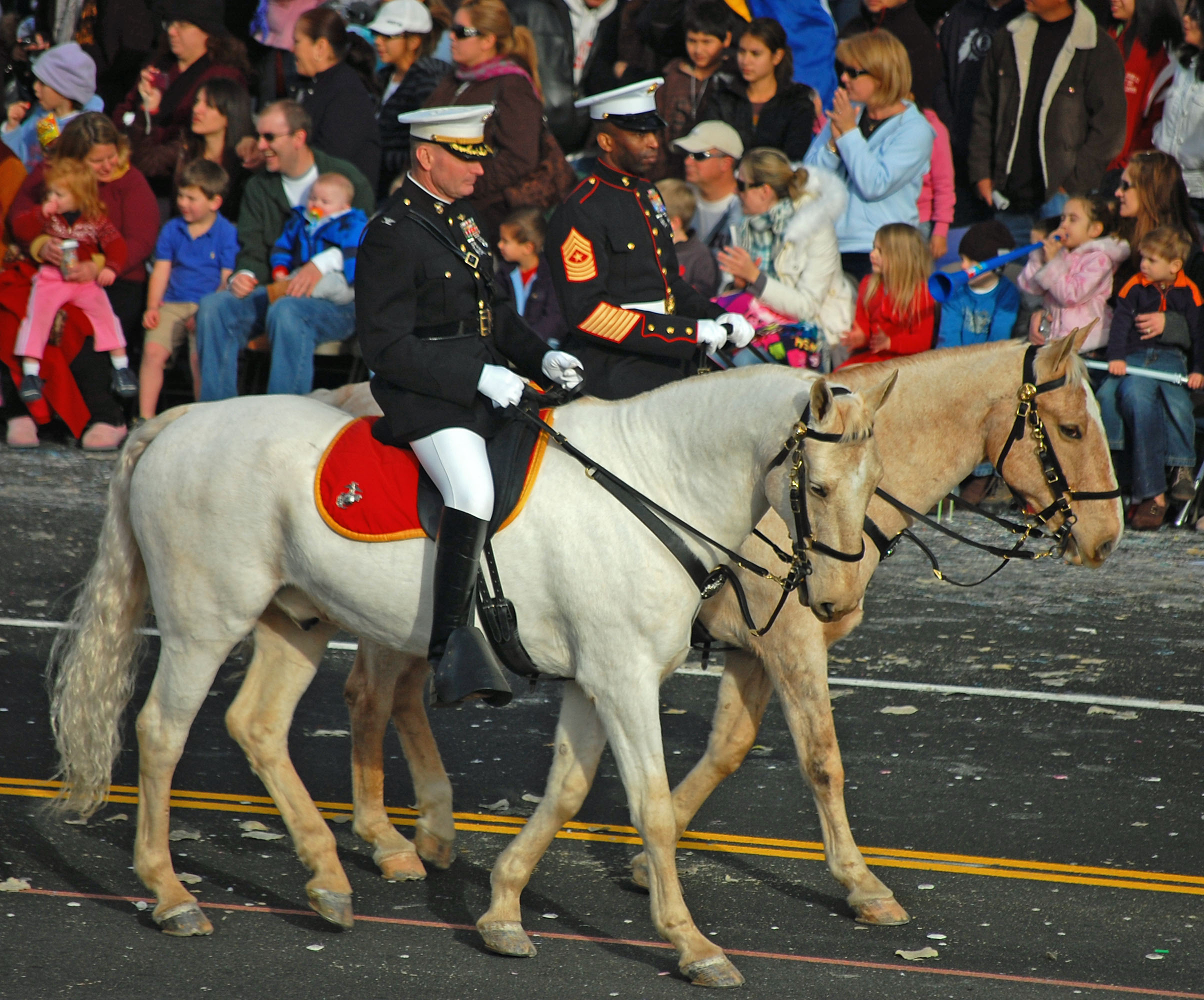
Солово-чала
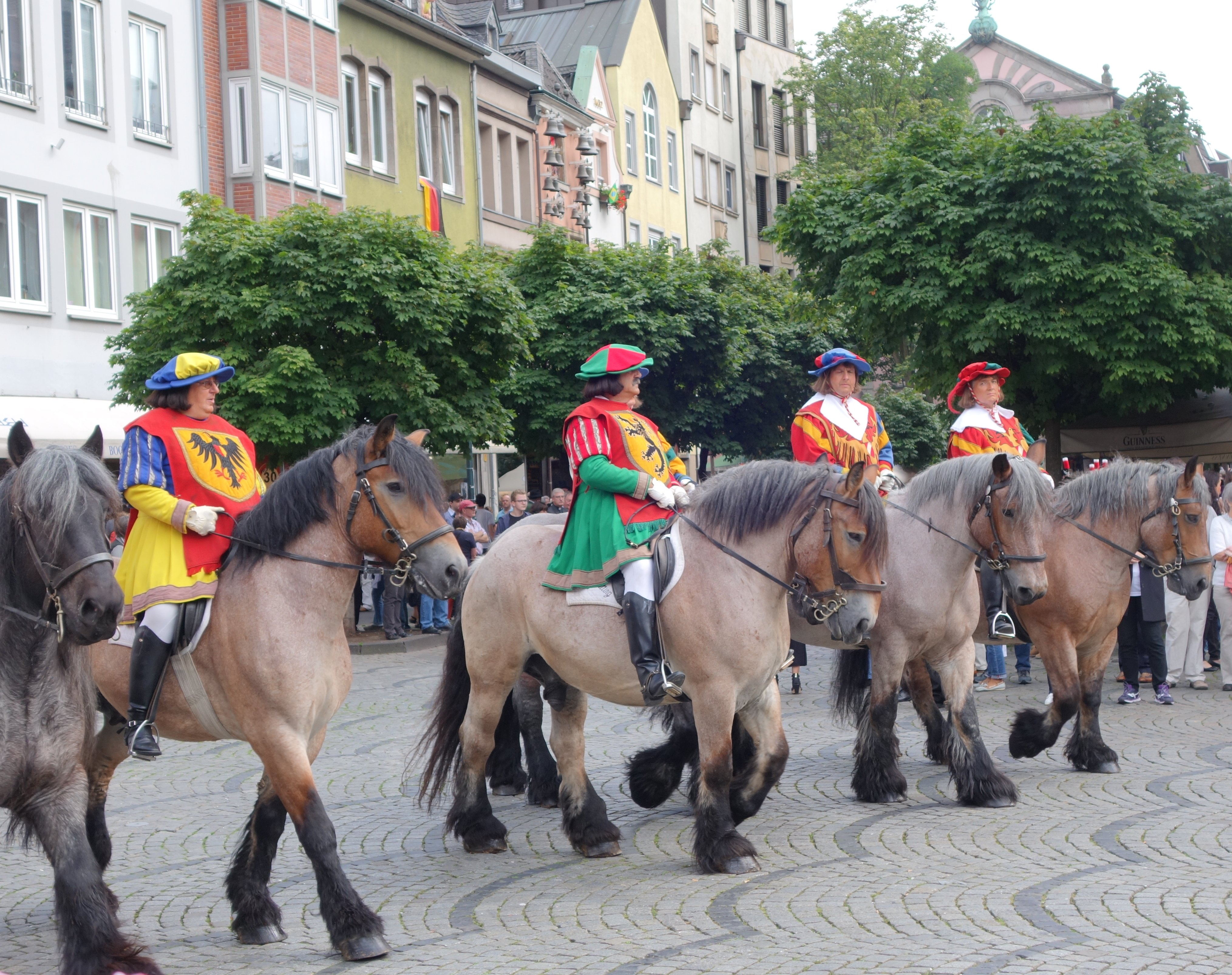
Вороно- та гнідо-чалі коні
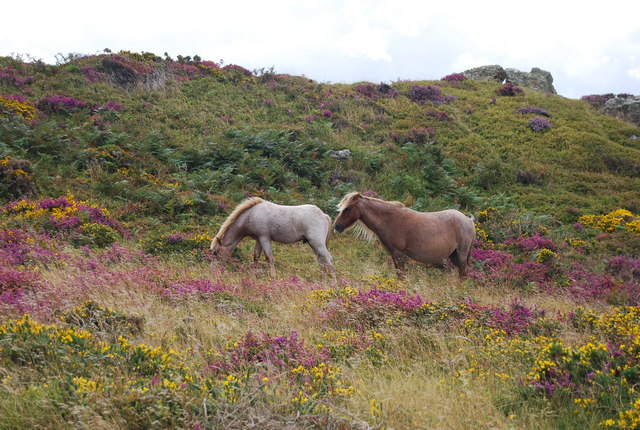
Рудо-чалі коні

## Поширення
До появи генетичного тестування на чалу масть існувала упередженість стосовно стану здоров'я, і взагалі відсутня думка про життєздатність гомозиготно-чалих коней. З появою ДНК-тестів стало відомо, що коні чалої масті нічим не відрізняються від коней інших мастей окрім як наявністю специфічної послідовності, що визначає їх візуальні особливості пігментації. Таким чином, чала масть не впливає на фізичний стан коней, а є лише їх генетично визначеною візуальною особливістю. Найбільше чалих коней серед європейських порід ваговозів, особливо бельгійського походження, та багатьох порід поні, проте трапляється ця масть і у чистокровних верхових, гуцульських, ісландських, тінкерів, квотерхорсів, деяких ліній спортивних коней. В арабських коней чала масть відсутня, хоч і трапляються випадки візуально схожих на чалих представників, проте усі вони мають негативний результат на ген чалої масті.

Чалі коні в історії.
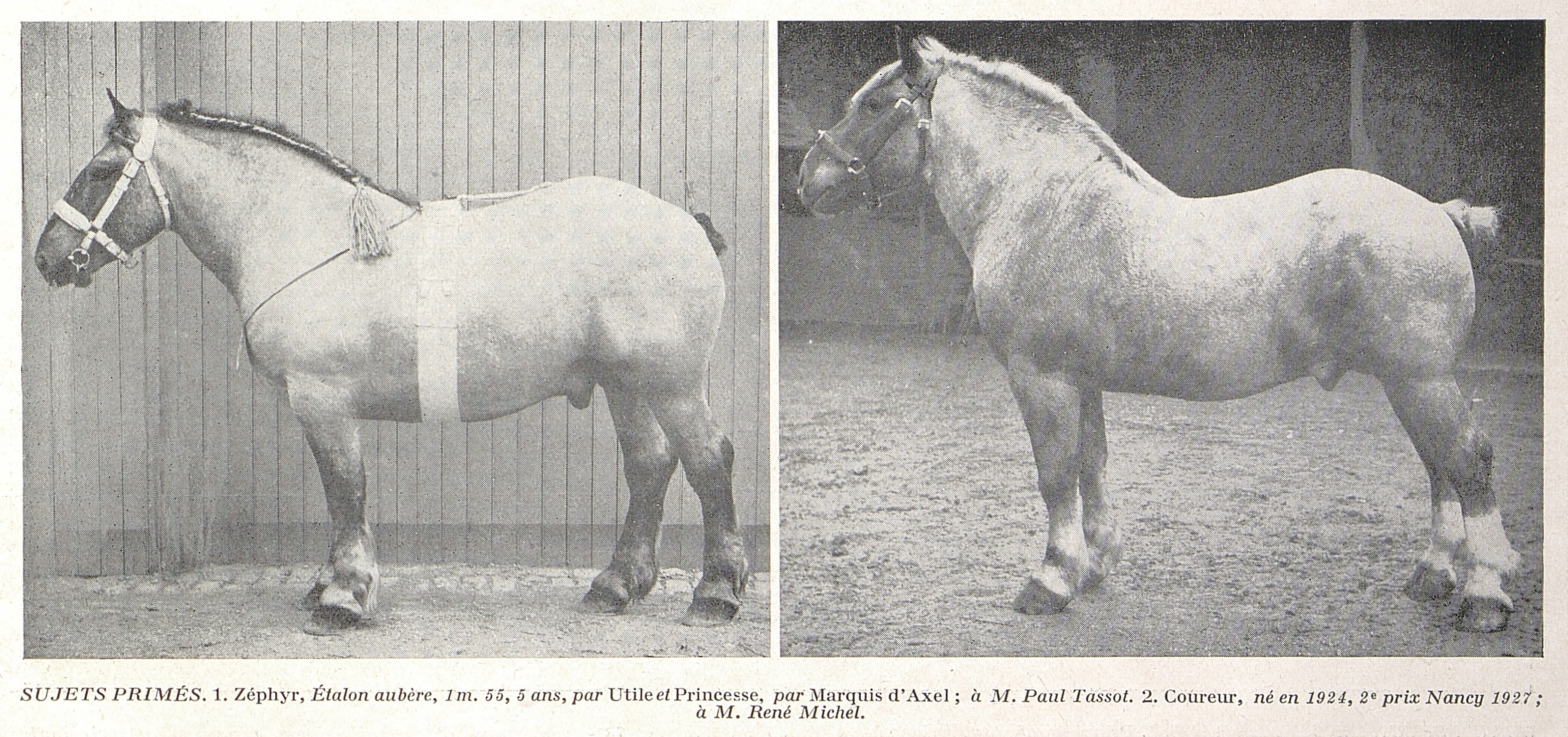
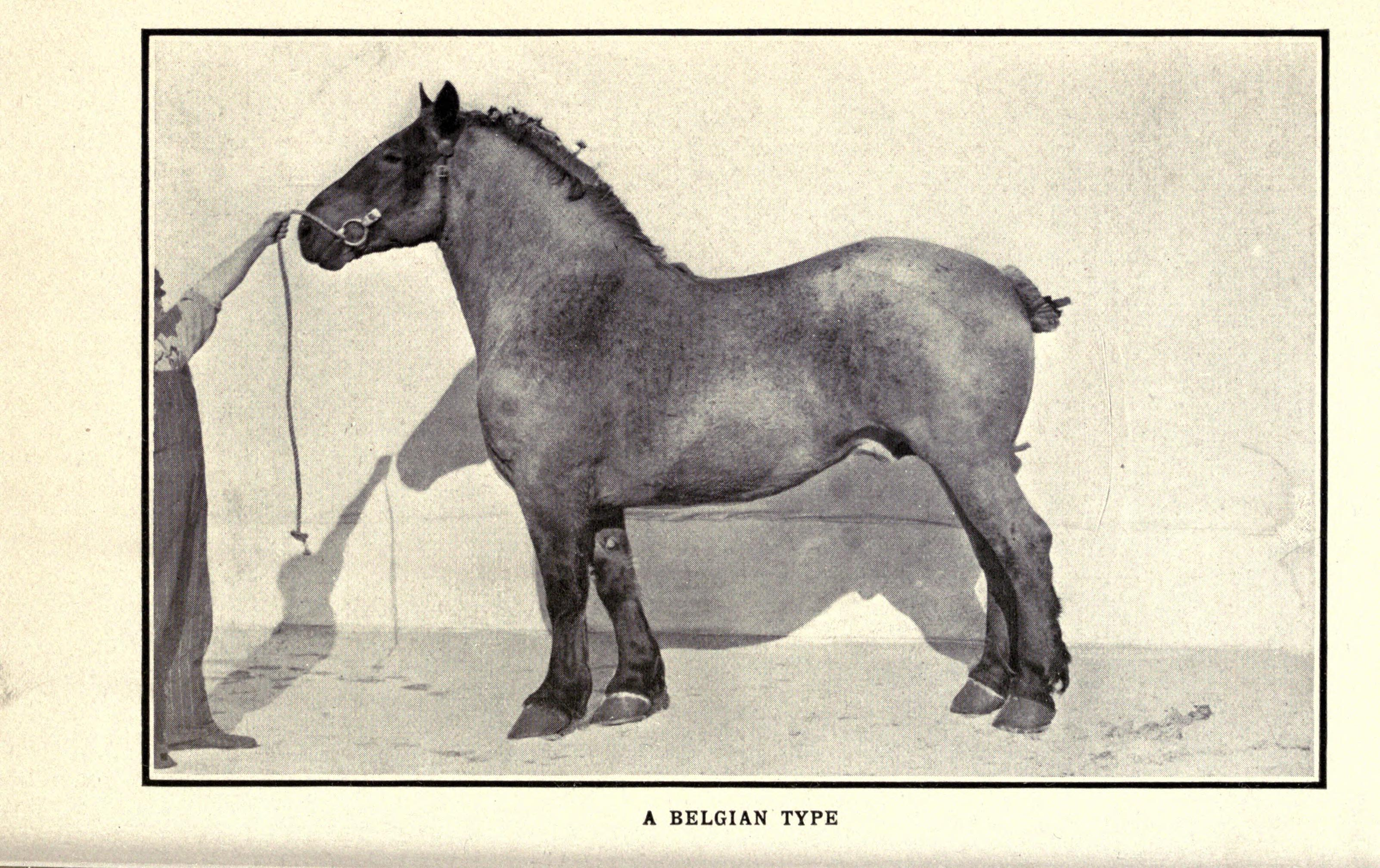
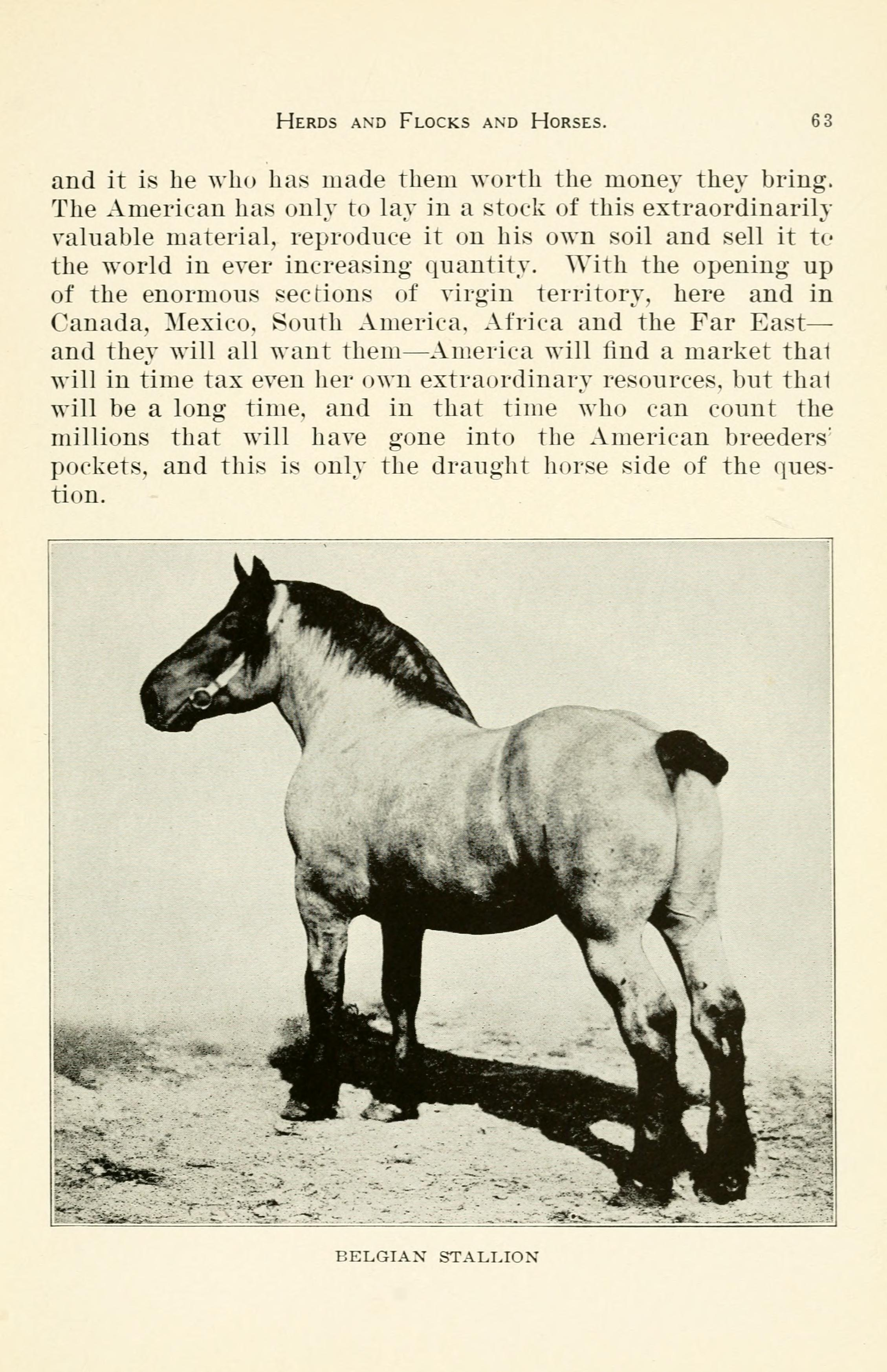
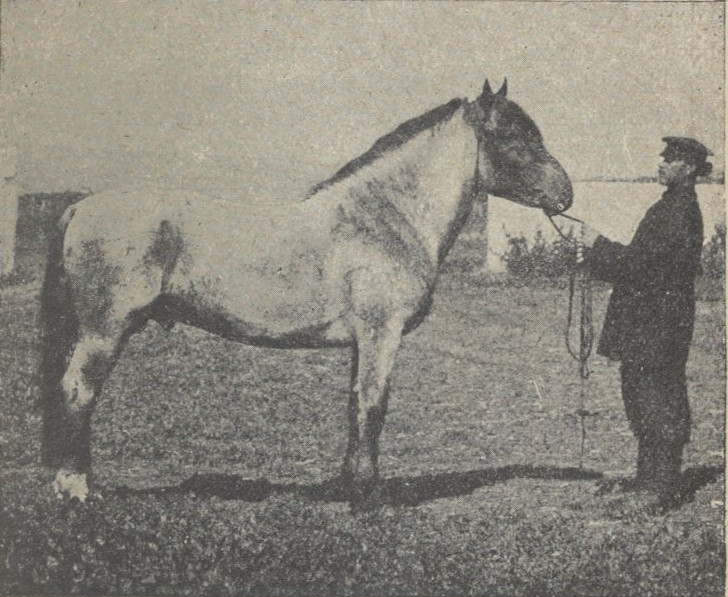
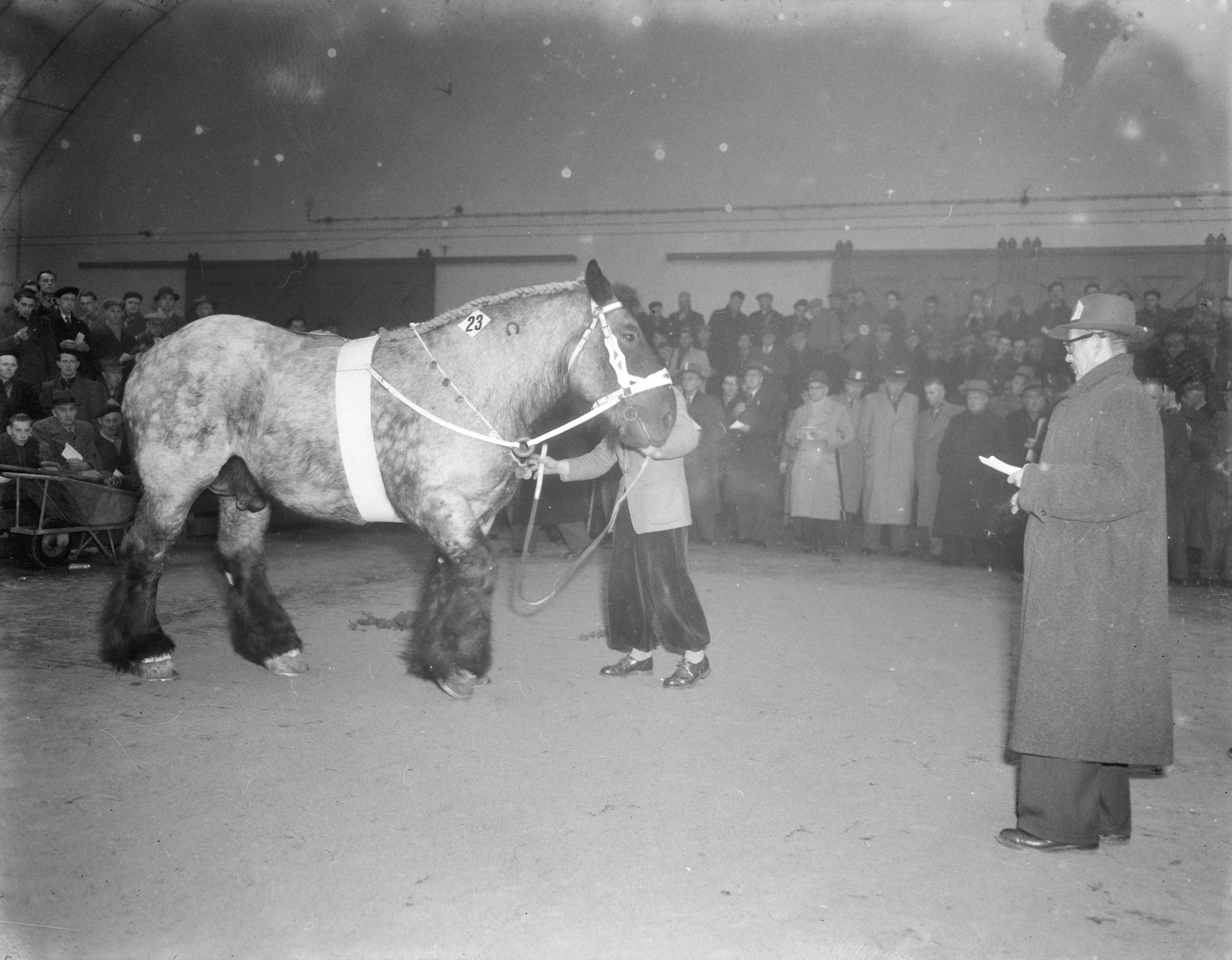
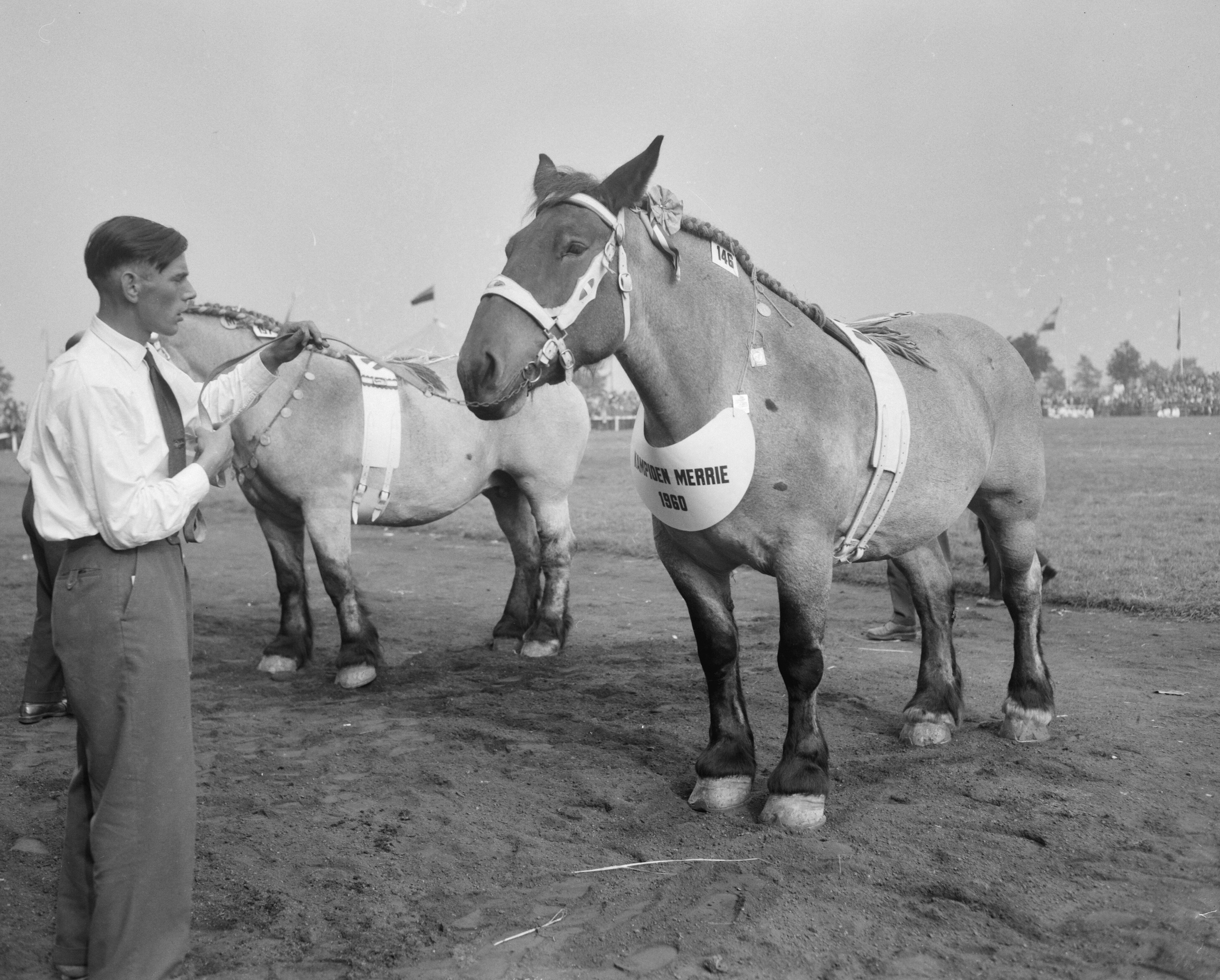
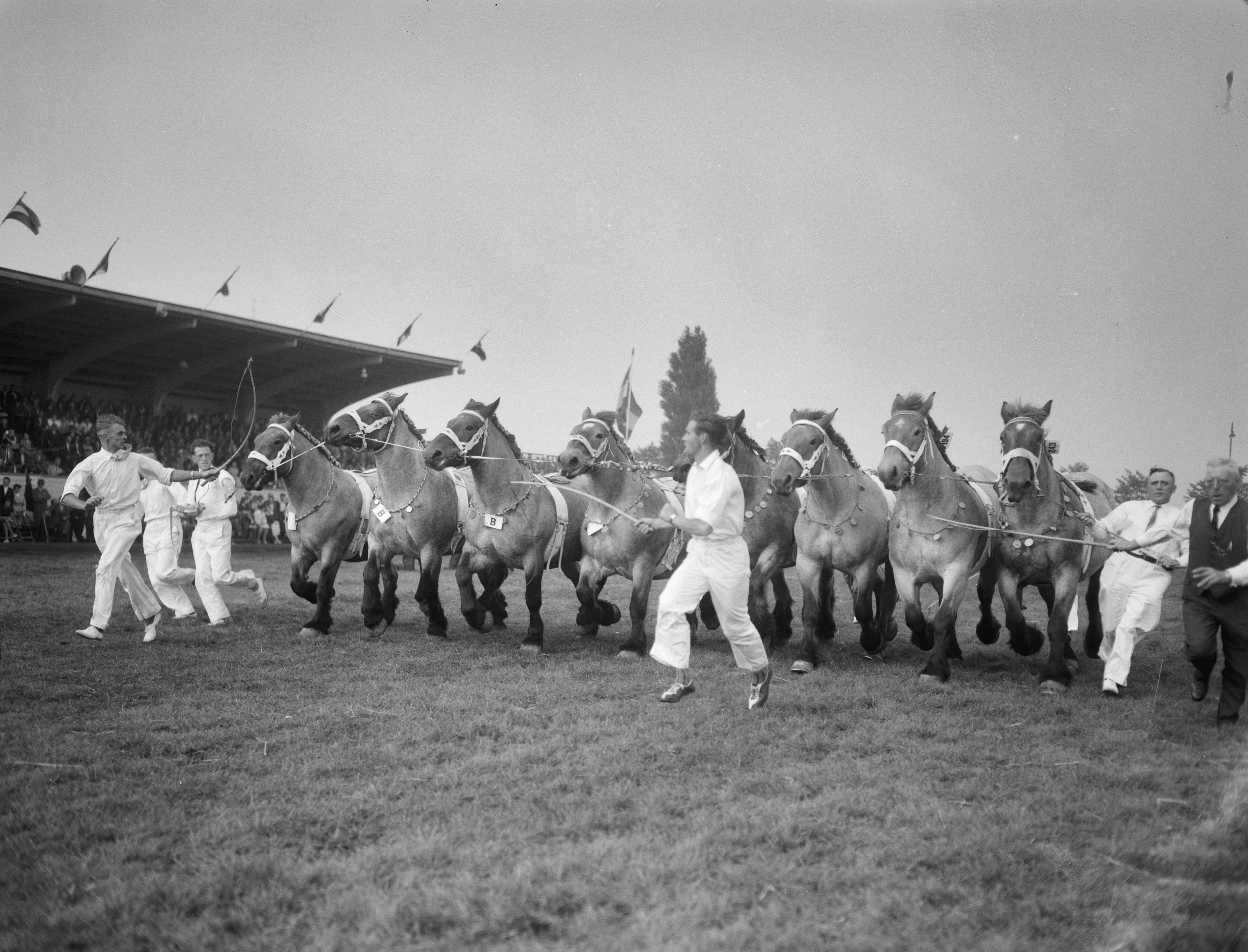
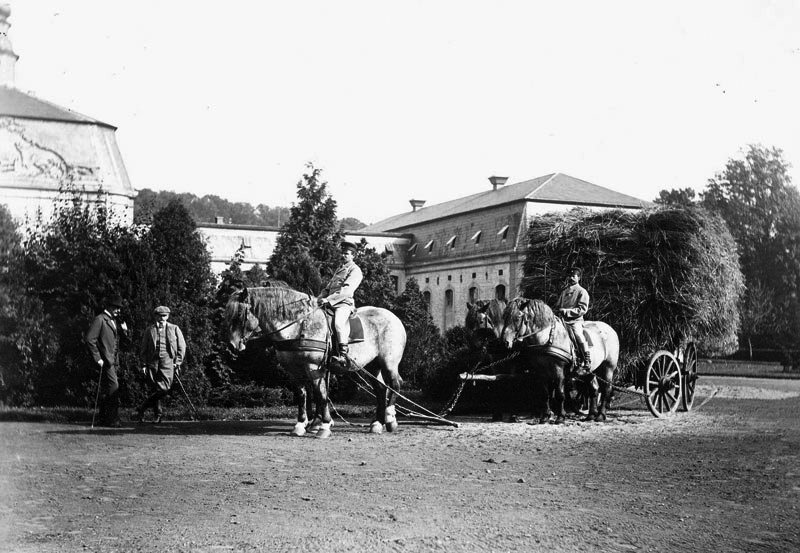
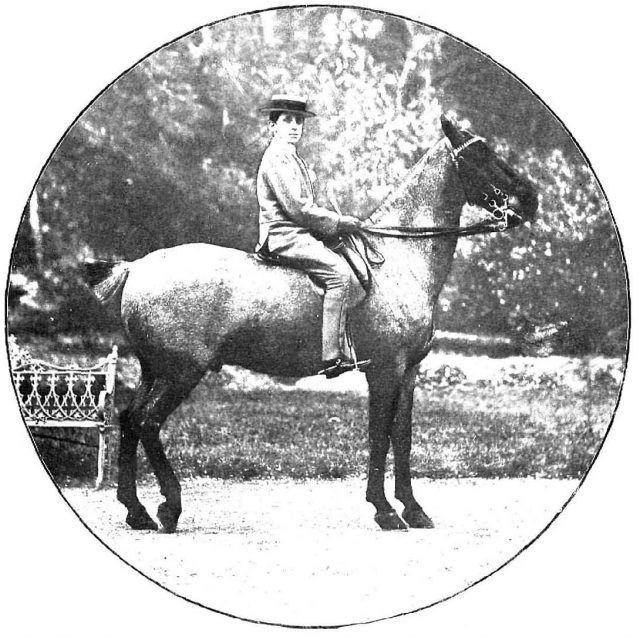
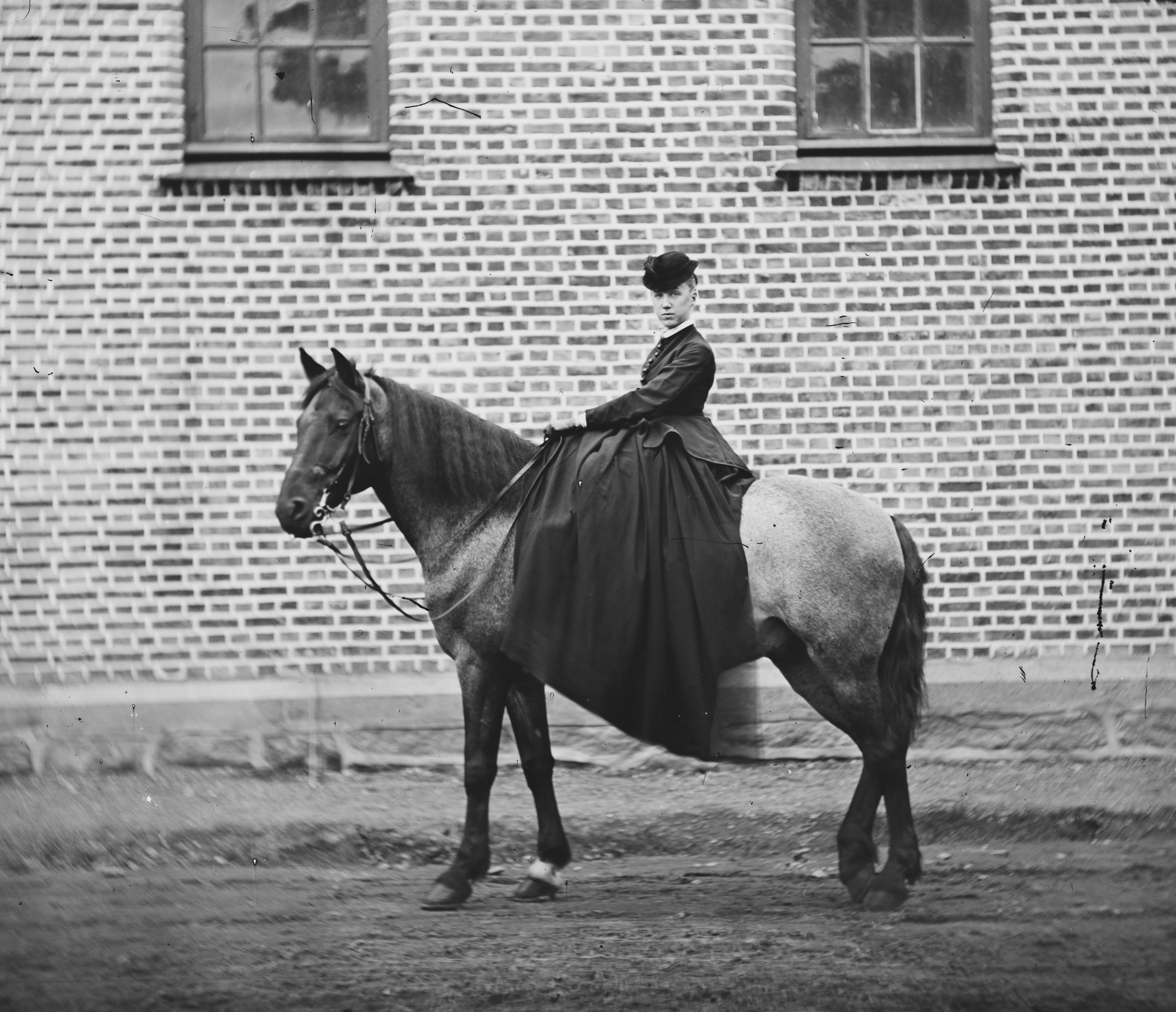

## Генетика
За чалу масть відповідають домінантні алелі Rn гену Roan з локусом KIT. Обидві комбінації (гетерозиготна та гомозиготна) спричинюють чалу масть у коней. Для отримання чалого потомства обов'язковою умовою є чала масть хоча б у одного з батьків, чала масть передається напряму, а не через покоління.

## Символізм
Чалих коней нерідко визначають як сіро-коричневих чи сіро-бурих в тлумачних словниках української мови, проте за таким спрощеним виразом приховано чимале різноманіття чалої масті, що важко пояснити жодного разу не поглянувши на чалих коней та не маючи можливості порівняти цю масть з іншими.
«Старший лейтенант Воронцов їхав попереду на чалому, вкрай змореному коні» (Іван Ле).
«І знає тільки чалий кінь та волошкова далечінь, які стежки, які дороги йому судилися в житті» (В. Швець).
«Іній зробив однієї масті богунських коней. Вони мчали бадьорою риссю, всі чалі, і тільки клуби білої пари над ними говорили про довгий шлях» (О. Довженко).
«Біля конов'язі стояли прив'язані кілька верхових коней та пара чалих у санях» (А. Головко).
«Машинами (не чалими!) Дві греблі збудували ми» (В. Іванович).
«Чорний, старий, завжди похнюплений Мишко, сіра кощава Елла, гніда, чогось завжди линюча Манька і чалий, з білою зіркою на лобі Зорик» (В. Нестайко).
«Де ти, мій товаришочку чалий?» (М. Вінграновський).
«Крізь вихор чалий кінь зарже над раном» (Богдан-Ігор Антонич).

Коні чалої масті у живописі.
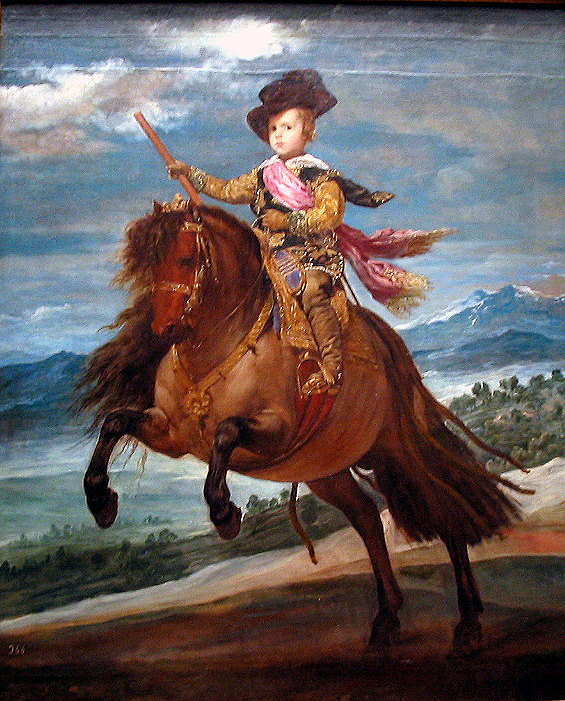
Кінний портрет Бальтазара Карла, принца Австрійського, 1635, іспанський художник Дієго Веласкес.
Фідель, 1650, невідомий художник.
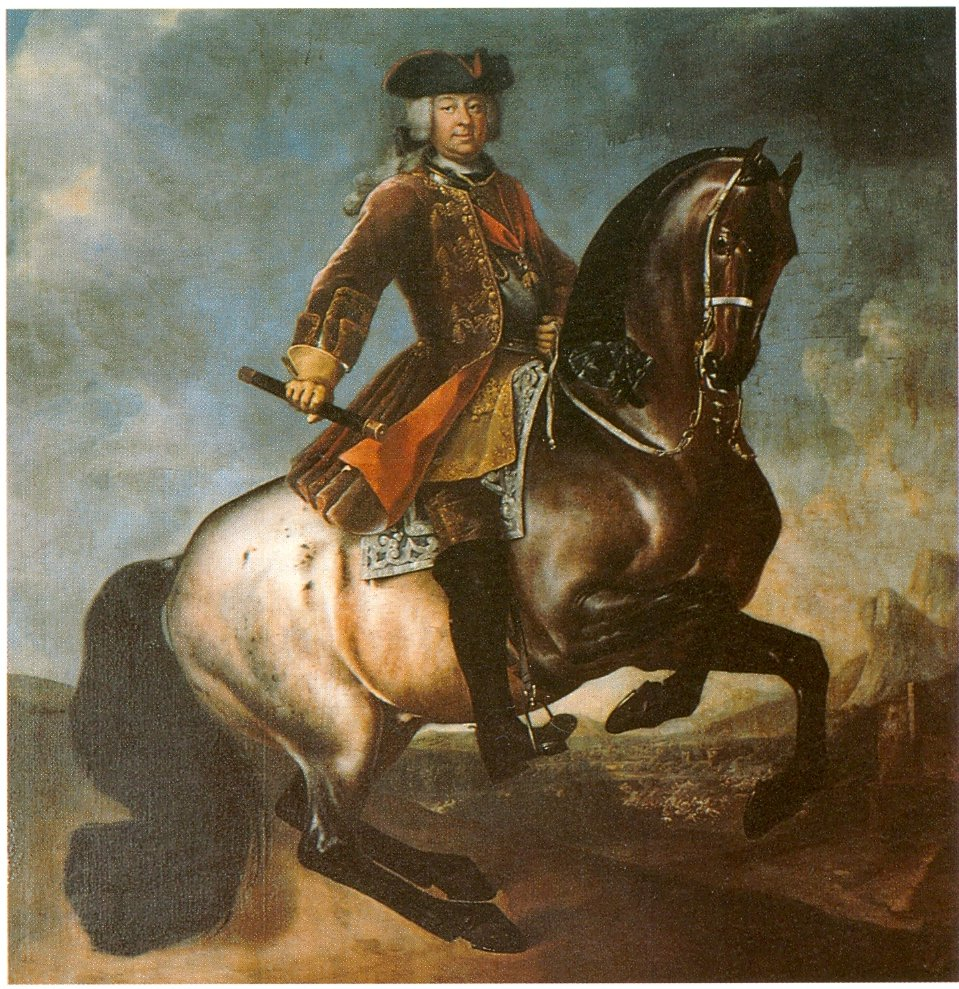
Кінний портрет Карла Александра (герцога Вюртембергу), 17 ст., австрійський живописець Август Кверфурт.
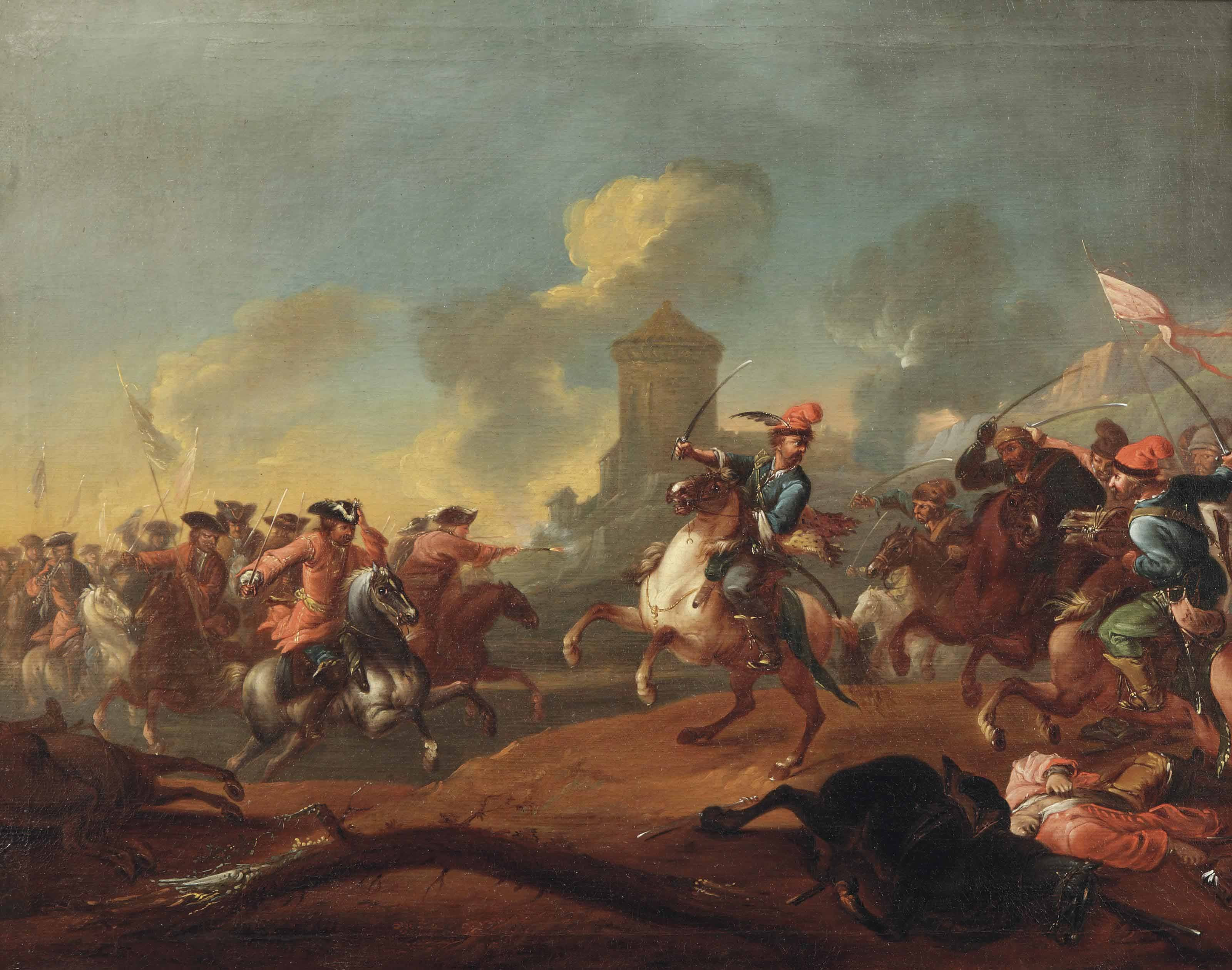
Кавалерійська сутичка на фоні міста, 1700-1730, фламандський живописець Ян Пітер Вердуссен.
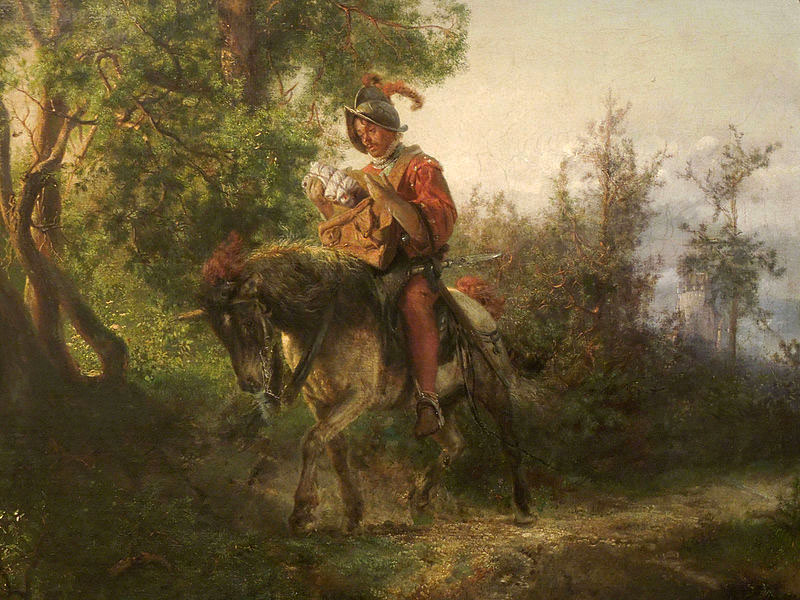
Загадковий посланець, 1857, чеський живописець Квідо Манес.
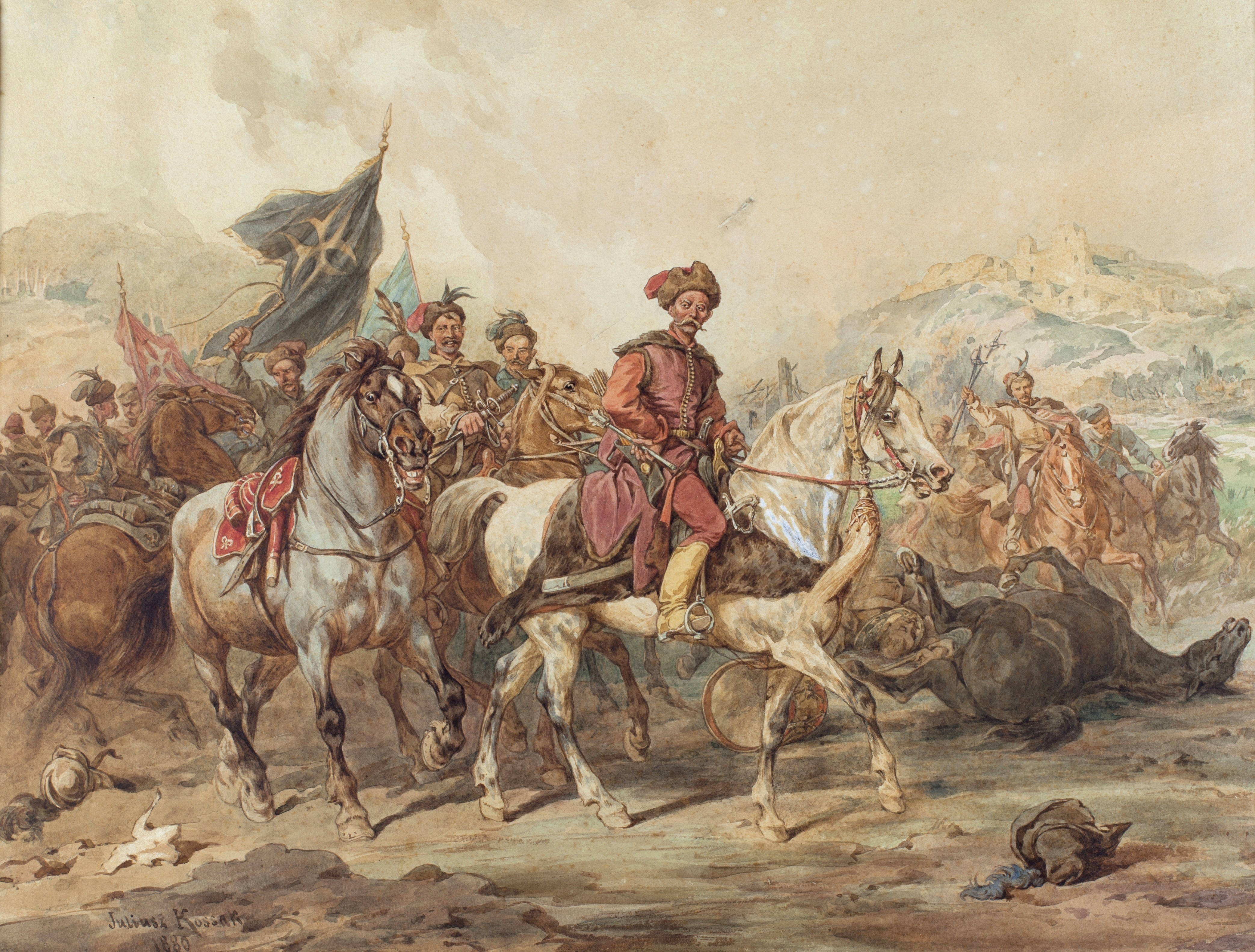
Лісовички, 1880, польський художник Юліуш Коссак
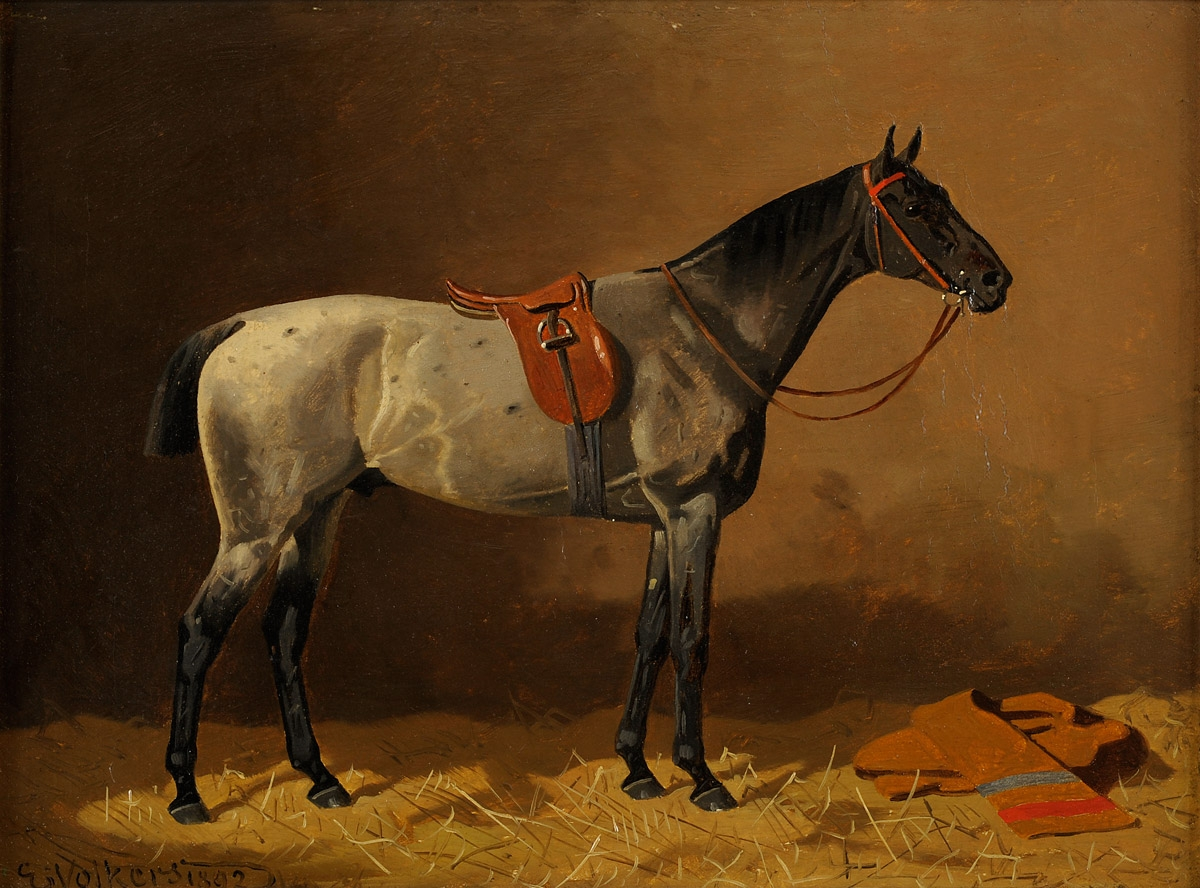
Портрет коня, 1892, німецький художник Еміль Волкерс.
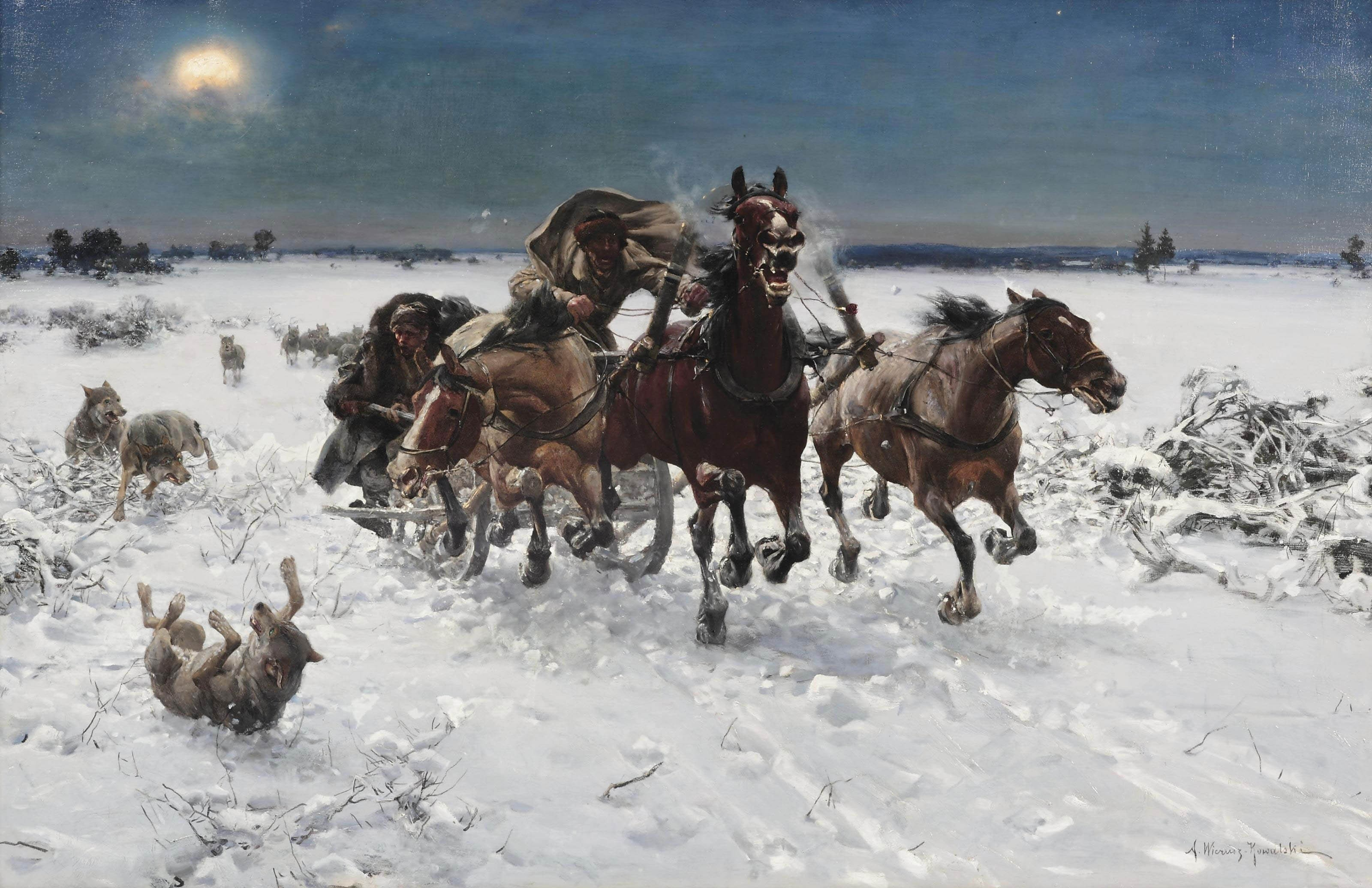
Тройка, яку переслідують вовки, 19 ст., польський художник Альфред Веруш-Ковальський.